# Baron Merthyr

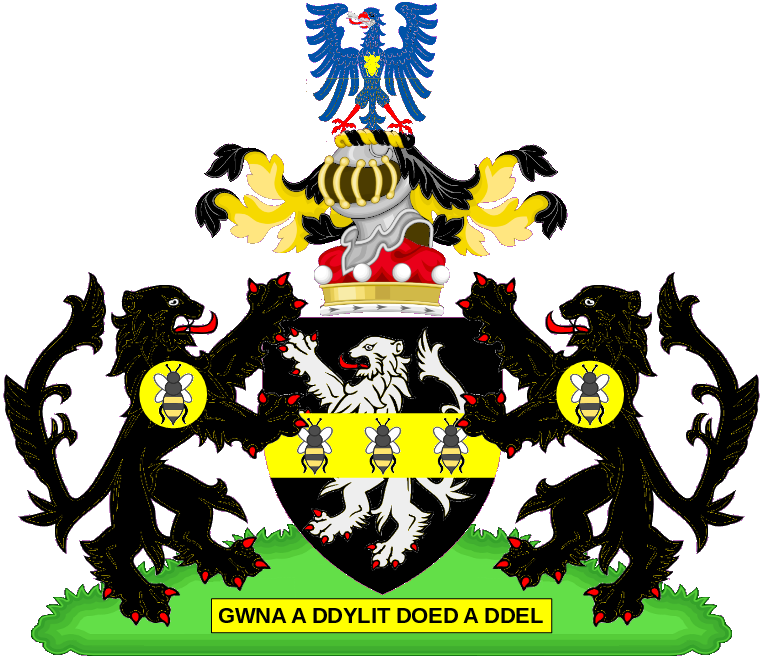
Wappen der Barone Merthyr

Baron Merthyr,  of Senghenydd in the County of Glamorgan, ist ein erblicher britischer Adelstitel in der Peerage of the United Kingdom.
Der Titel wurde am 24. Juni 1911 für den walisischen Bergbauunternehmer Sir William Lewis, 1. Baronet geschaffen. Ihm war bereits am 15. Februar 1896 die erbliche Würde eines Baronet, of Nantgwyne, Cwmtâf, in the Parish of Vaynor, in the County of Brecon, and Tonmawr-Ishaf, Neath, in the County of Glamorgan, verliehen worden.
Sein Urenkel, der am 5. April 1977 die Titel als 4. Baron geerbt hatte, verzichtete am 26. April 1977 auf Lebenszeit auf den Baronstitel. Er führte auch den Baronettitel nie. Seit 2015 führt sein Sohn als 5. Baron die Titel.

## Liste der Barone Merthyr (1911)
- William Lewis, 1. Baron Merthyr (1837–1914)
- Herbert Lewis, 2. Baron Merthyr (1866–1932)
- William Lewis, 3. Baron Merthyr (1901–1977)
- Trevor Lewis, 4. Baron Merthyr (1935–2015) (Titelverzicht 1977)
- David Lewis, 5. Baron Merthyr (* 1977)

Titelerbe (Heir Presumptive) ist der Onkel des aktuellen Titelinhabers, Peter Lewis (* 1937).